# Иоганн IV Мекленбургский
Иоганн IV Мекленбургский (нем. Johann IV. zu Mecklenburg; до 1370 — 16 октября 1422, Шверин) — герцог Мекленбурга, в 1384—1395 годах единоличный правитель, до 1422 года — соправитель.

## Биография
Иоганн IV — единственный сын герцога Мекленбурга Магнуса I и его супруги Елизаветы Померанско-Вольгастской.
Иоганн IV правил после смерти отца вместе со своим двоюродным братом Альбрехтом IV и дядей Альбрехтом III, а также двумя его сыновьями Эрихом I и Альбрехтом V. Во время плена Альбрехта II он правил до его освобождения единолично. 13 февраля 1419 года вместе с Альбрехтом V и городским советом Ростока он основал Ростокский университет, ставший первым в Северной Германии и Балтийском регионе.
Иоганн IV оказывал поддержку своему дяде Альбрехту III в его попытке добиться шведского престола. Вероятно, он выступил предводителем виталийских братьев.
В первом браке Иоганн IV женился на Ютте Хойской, которая умерла в 1415 году. В 1416 году он женился на Екатерине Саксен-Лауэнбургской, дочери герцога Саксен-Лауэнбурга Эриха IV. До этого Катарина была замужем за Иоганном VII Верльским.

## Дети
- Генрих IV Толстый, герцог Мекленбурга (1422—1477)
- Иоганн V, герцог Мекленбурга (1422—1442)